# Cadel Evans Great Ocean Road Race 2025 (Frauen)
Das Cadel Evans Great Ocean Road Race 2025 war ein Straßenrennen für Frauen. Es fand am 1. Februar statt, einen Tag vor dem gleichnamigen Männer-Rennen, und war Teil der UCI Women’s WorldTour.

## Teilnehmende Mannschaften
| UCI Women's WorldTeams (10)- Lidl-Trek - Canyon//SRAM zondacrypto - Team Picnic PostNL - UAE Team ADQ - Ceratizit Pro Cycling Team - FDJ-Suez - Liv AlUla Jayco - Human Powered Health - AG Insurance-Soudal Team - Uno-X Mobility UCI Women's ProTeams (2)- EF Education-Oatly - St Michel-Preference Home-Auber93 UCI Women's Continental Team- Team Coop-Repsol Nationalmannschaft- Australien |
| |

## Streckenführung
Wie in den Vorjahren bestand das Rennen aus einer großen Runde im Süden von Geelong bis hin zur Küste bei Torquay und einer Schlussrunde in Geelong selbst. Als wesentlichste Änderung wurde die große Runde im Uhrzeigersinn befahren statt wie zuvor dagegen. Die 20 km lange Schlussrunde war um eine Schleife rund um den Eastern Park erweitert. Die wichtigsten Steigungen waren Challambra Crescent und Melville Avenue, die je zweimal befahren wurden, zuletzt neun bzw. fünf Kilometer vor dem Ende. Die Ziellinie befand sich auf der Promenade entlang der Corio Bay.

## Rennverlauf und Ergebnis
Stine Dale und Babette van der Wolf bildeten eine Ausreißergruppe, wurden jedoch während der ersten der zwei Schlussrunden eingeholt. Das Peloton reduzierte sich während der zweiten Befahrung von Challambra Crescent auf ein Dutzend Fahrerinnen, unter denen FDJ-Suez mit Elise Chabbey, Amber Kraak und Ally Wollaston am stärksten vertreten war. Eine späte Attacke von Mie Bjørndal Ottestad wurde innerhalb der letzten 500 Meter durch Chabbey zunichtegemacht, und Wollaston gewann überlegen den Sprint. Die verbliebenen Podiumsplätze holten Karlijn Swinkels und Noemi Rüegg.
| \| Gesamtwertung \| Gesamtwertung \| Gesamtwertung \| Gesamtwertung \| Gesamtwertung \| \| Fahrerin \| Fahrerin \| Land \| Team \| Zeit \| \| ------------- \| --------------------- \| ------------------ \| -------------------------- \| --------------- \| \| 1. \| Ally Wollaston \| Neuseeland \| FDJ-Suez \| 3 h 59 min 43 s \| \| 2. \| Karlijn Swinkels \| Niederlande \| UAE Team ADQ \| + 0 s \| \| 3. \| Noemi Rüegg \| Schweiz \| EF Education-Oatly \| + 0 s \| \| 4. \| Chloé Dygert \| Vereinigte Staaten \| Canyon//SRAM zondacrypto \| + 0 s \| \| 5. \| Silke Smulders \| Niederlande \| Liv AlUla Jayco \| + 0 s \| \| 6. \| Ruth Edwards \| Vereinigte Staaten \| Human Powered Health \| + 0 s \| \| 7. \| Niamh Fisher-Black \| Neuseeland \| Lidl-Trek \| + 0 s \| \| 8. \| Dilyxine Miermont \| Frankreich \| Ceratizit Pro Cycling Team \| + 0 s \| \| 9. \| Barbara Malcotti \| Italien \| Human Powered Health \| + 0 s \| \| 10. \| Mie Bjørndal Ottestad \| Norwegen \| Uno-X Mobility \| + 2 s \| |                       |                    |                            |                 |
| |                       |                    |                            |                 |
| |                       |                    |                            |                 |
| Gesamtwertung |                       |                    |                            |                 |
| Fahrerin | Fahrerin              | Land               | Team                       | Zeit            |
| 1. | Ally Wollaston        | Neuseeland         | FDJ-Suez                   | 3 h 59 min 43 s |
| 2. | Karlijn Swinkels      | Niederlande        | UAE Team ADQ               | + 0 s           |
| 3. | Noemi Rüegg           | Schweiz            | EF Education-Oatly         | + 0 s           |
| 4. | Chloé Dygert          | Vereinigte Staaten | Canyon//SRAM zondacrypto   | + 0 s           |
| 5. | Silke Smulders        | Niederlande        | Liv AlUla Jayco            | + 0 s           |
| 6. | Ruth Edwards          | Vereinigte Staaten | Human Powered Health       | + 0 s           |
| 7. | Niamh Fisher-Black    | Neuseeland         | Lidl-Trek                  | + 0 s           |
| 8. | Dilyxine Miermont     | Frankreich         | Ceratizit Pro Cycling Team | + 0 s           |
| 9. | Barbara Malcotti      | Italien            | Human Powered Health       | + 0 s           |
| 10. | Mie Bjørndal Ottestad | Norwegen           | Uno-X Mobility             | + 2 s           |